# Карломан Баварски
Карломан Баварски  (Алтетинг, 830—880) је био најстарији син Лудвига I Немачког, краља Немачке. Био је краљ Баварске од 876, а краљ Италије од 877. године. После смрти Карла Ћелавог постао је 877. први немачки владар Италије.
После инфаркта 879. постаје неспособан да влада, а умире 880. године.

## Биографија

### Побуна против оца
Побунио се 861, па поново 863. против свог оца Лудвига I Немачког тражећи краљевство. Лудвиг I Немачки је био присиљен да му додели краљевство Баварску. Следеће године 865. Лудвиг I Немачки је поделио остатак својих земаља. Саксонију са Франконијом и Тирингијом дао је Лудвигу Млађем, а Швабију са Ретијом предао је Карлу Дебелом.

### Крунисање за краља Италије
На вест о смрти цара Лудовика II отац и синови су склопили мир. Лудвиг I Немачки је покушао да добије царску круну за Карломана. Међутим показало се да Лудовик II није мртав. Када је умро 876. Лудвиг I Немачки, Карломан наслеђује његов део. Браћа су после тога координирала међусобне акције.
После смрти Карла Ћелавог 877, Карломан је постао краљ Италије као први немачки владар. Преживео је инфаркт 879, али био је неспособан да настави да даље самостално влада. Зато је поделио своје поседе. Лују Млађем и Карлу Дебелом је предао Италију. Његов незаконити син Арнулф Корушки добио је војводство Карантанију. Арнулф Корушки је касније постао краљ Немачке, краљ Италије и цар Светог римског царства.

## Породично стабло
|  |                      |  |  |  |  |  |  |  |  |  |  |  |  |  |  |  |
|  | 2. Лудвиг I Немачки  |  |  |  |  |  |  |  |  |  |  |  |  |  |  |  |
|  |                      |  |  |  |  |  |  |  |  |  |  |  |  |  |  |  |
|  |                      |  |  |  |  |  |  |  |  |  |  |  |  |  |  |  |
|  | 1. Карломан Баварски |  |  |  |  |  |  |  |  |  |  |  |  |  |  |  |
|  |                      |  |  |  |  |  |  |  |  |  |  |  |  |  |  |  |
|  |                      |  |  |  |  |  |  |  |  |  |  |  |  |  |  |  |
|  | 3. Hemma             |  |  |  |  |  |  |  |  |  |  |  |  |  |  |  |
|  |                      |  |  |  |  |  |  |  |  |  |  |  |  |  |  |  |
|  |                      |  |  |  |  |  |  |  |  |  |  |  |  |  |  |  |